# 卡瓦雷诺
卡瓦雷诺（義大利語：Cavareno），是意大利特伦托自治省的一个市镇。总面积9平方公里，人口1029人，人口密度114.3人/平方公里（2009年）。ISTAT代码为022051。